# Amnirana
Az Amnirana a kétéltűek (Amphibia) osztályába, valamint a békák (Anura) rendjébe és a valódi békafélék (Ranidae) családjába tartozó nem. 

## Előfordulásuk
A nembe tartozó fajok Fekete Afrikában honosak, bár egyetlen faj Ázsia déli-délkeleti területein is megtalálható.

## Rendszertani besorolása
Az Amnirana eredetileg Rana egyik alnemeként volt besorolva. Gyakran az akkor még változatos fajokat tartalmazó Hylarana részeként tartották nyilván, míg Oliver és munkatársai 2015-ben felül nem vizsgálták a nemet, a Hylarana nemet sokkal jobban körülhatárolták, az Amnirana csoportot pedig taxonómiai nem rangra emelték. Egy ideig a nembe tartozott Amnirana nicobariensis is, amelyről azt tartották, hogy későbbi adatok ismeretében akár önálló nem is lehet. Egy utóbbi időben megjelent tanulmány közelebbi rokonságot vélt felfedezni az ázsiai Hylarana nemmel. A legfrissebb rendszerek viszont az Indosylvirana nembe helyezték.

## Megjelenésük
Az Amnirana nem jelenlegi körülhatárolása a molekuláris diagnosztikai vizsgálatok és a földrajzi elterjedés kombinációján alapul. Morfológiai jellegzetességeken alapuló leírás nem áll rendelkezésre, a nem fajai változatos jellegeket mutatnak, amelyek a Hylarana nemnél is megfigyelhetők. Robusztus felépítésű, a közepestől a nagy méretig terjedő fajok. Hátuk sima vagy durván bőrszerű lehet, egységes színű vagy foltos lehet. Felső ajkuk általában fehér, bár az Amnirana lepus esetében sötét árnyalatú. A hímeknek páros hanghólyagjuk van, melyek belső vagy külső elhelyezkedésűek lehetnek.

## Rendszerezés
A nembe az alábbi fajok tartoznak:
- Amnirana albolabris (Hallowell, 1856)
- Amnirana amnicola (Perret, 1977)
- Amnirana asperrima (Perret, 1977)
- Amnirana darlingi (Boulenger, 1902)
- Amnirana fonensis Rödel & Bangoura, 2004
- Amnirana galamensis (Duméril & Bibron, 1841)
- Amnirana lemairei (De Witte, 1921)
- Amnirana lepus (Andersson, 1903)
- Amnirana occidentalis (Perret, 1960)
- Amnirana parkeriana (Mertens, 1938)